# 基隆堡
基隆堡，是台灣北部自清治時期至日治初期的一個行政區劃，其範圍包括今基隆市的北部，以及新北市的瑞芳區北部。
基隆堡北邊瀕臨東海，東邊為三貂堡，南邊為石碇堡，西邊為金包里堡。

## 管轄街庄
基隆堡共轄27個街庄：
- 今基隆市境內：基隆街、仙洞庄、牛稠港庄、石硬港庄、田藔港庄、大水窟庄、大沙灣庄、社藔庄、深澳坑庄、八斗仔庄、獅球嶺庄、大武崙庄、蚵殼港庄、內木山庄、外木山庄、大竿林庄
- 今瑞芳區境內：柑仔瀨庄、龍潭堵庄、深澳庄、鼻頭庄、焿仔藔庄、九份庄、九芎橋庄、猴洞庄、南仔吝庄、水南洞庄、草山